# Ferservizi
Ferservizi S.p.A. è un'impresa pubblica partecipata al 100% da Ferrovie dello Stato Italiane.
La società è stata costituita nel 1991 con la denominazione Metropolis S.p.A. per occuparsi del consistente patrimonio immobiliare del Gruppo FS.
Nel 2002 la capogruppo Ferrovie dello Stato Italiane le ha conferito il nome di Ferservizi, assegnandole il ruolo di Shared Services Center di Gruppo: gestisce infatti tutte le attività cosiddette no core, ossia funzionali alla gestione del trasporto e dei servizi ferroviari.

## Servizi erogati
La sede centrale di Ferservizi è ubicata a Roma in via Tripolitania 30 e, grazie al presidio di tutto il territorio nazionale, garantisce:
- Servizi generali e gestione delle facility;
- Servizi immobiliari;
- Servizi di amministrazione e contabilità;
- Servizi di amministrazione del personale;
- Servizi di approvvigionamento.

Ferservizi si è, inoltre, dotata di un sistema di gestione integrato per la qualità, la salute e sicurezza sul lavoro e ambiente, certificato ai sensi delle norme internazionali ISO 9001, ISO 45001 dal 2009 e ISO 14001 dal 2013.

## Loghi aziendali

Logo in uso fino al 2007
Logo in uso dal 2007